# Chile continental
Chile continental é o território de Chile que fica localizado na América, portanto, é também conhecido como: Chile americano. A expressão "Chile continental" é usada para diferenciar a zona sul-americana das zonas antártica e oceânica deste país.
A existência destas três áreas da soberania chilena, é a que sustenta o princípio de tri-continentalidade existente no Chile..

## A hora do Chile continental
Além disso, este termo faz possível especificar os diferentes fusos horários que há no Chile. Assim, o Chile americano --ou também chamado de continental—tem o UTC -3; enquanto a Ilha de Páscoa e a Ilha Salas y Gómez (a zona oceânica) deste país utilizam o UTC -5. A Antártida Chilena usa a mesma hora da que no sul-americano, por sua proximidade.

## Ilhas continentais
Fazem parte do Chile continental (americano) as ilhas que estão perto deste continente. Por exemplo, o arquipélago de Juan Fernández, as Ilhas Desventuradas, etc. Portanto, o UTC destas ilhas é o UTC - 3.

## Dados geo-políticos
O Chile continental tem uma superfície de 756.770 km², equivalentes a 99,98% da superfície total do país.
Em termos da população, segundo o censo de 2002, tinha um total de 15.111.881 habitantes, equivalentes a 99,97% do total nacional.